# Frederick C. Loofbourow
Frederick Charles Loofbourow, född 8 februari 1874 i Atlantic i Iowa, död 8 juli 1949 i Salt Lake City i Utah, var en amerikansk republikansk politiker. Han var ledamot av USA:s representanthus 1930–1933.
Loofbourow avlade 1896 juristexamen vid University of California, Berkeley. Därefter inledde han sin karriär som advokat i Salt Lake City. Han var distriktsåklagare 1905–1911 och tjänstgjorde sedan som domare 1911–1916.
Kongressledamot Elmer O. Leatherwood avled i december 1929 i ämbetet och Loofbourow fyllnadsvaldes 1930 till representanthuset. Han efterträddes 1933 som kongressledamot av J.W. Robinson.